# Shane McGuigan
Shane McGuigan (* 11. August 1988 in Milton Keynes, England) ist ein ehemaliger britischer Amateurboxer und aktueller Boxtrainer. Er ist der Sohn vom Hall of Famer Barry McGuigan. Im Gegensatz zu seiner Trainerkarriere, war er als Boxer nicht gerade sehr erfolgreich.

## McGuigan als Trainer
In Battersea, London, eröffnete McGuigan sein eigenes Box-Gym (McGuigan’s Gym). 
Unter den Boxern, die McGuigan aktuell trainiert, gehören unter anderem Carl Frampton, Conrad Cummings, George Groves, David Haye, Josh Taylor und Josh Pritchard.
Im Jahre 2016 wurde McGuigan von der renommierten Organisation Boxing Writers Association of America (BWAA) mit dem Eddie Futch Award zum Welttrainer des Jahres gewählt.